# Фрёнденберг-на-Руре
Фрёнденберг-на-Руре (нем. Fröndenberg an der Ruhr) — город в Германии, в земле Северный Рейн-Вестфалия.
Подчинён административному округу Арнсберг. Входит в состав района Унна.  Население составляет 21 915 человек (на 31 декабря 2010 года). Занимает площадь 56,21 км². Официальный код  —  05 9 78 012.
Город подразделяется на 14 городских районов.
| Год  | Население |
| ---- | --------- |
| 1995 | 21 866    |
| 2000 | 22 951    |
| 2005 | 22 952    |
| 2010 | 22 135    |